# Sauer-Radweg
De Sauer-Radweg (Sauerfietsroute of PC16 Sauer-Radweg / PC16 la Bas Sûre) is een lange afstandsfietsroute van het Luxemburgse nationale fietsroutenetwerk in Luxemburg en Duitsland. De route volgt de loop van de Sauer vanaf de monding in de Moezel bij Wasserbillig tot Ettelbrück. Het traject is bewegwijzerd in twee richtingen. 

## Traject
De route volgt de loop van de Sauer en start in Wasserbillig. Het eerste deel tot Wallendorf-Pont is de rivier tevens de grens tussen Duitsland en Luxemburg. De route gaat door bezienswaardige steden als Echternach, Diekirch en eindpunt Ettelbrück. 
In Wasserbillig kan worden aangesloten op de Moselradweg en de PC3 Drei Rivieren-Radweg. De PC3 loopt tot Reisdorf parallel mee met de route en gaat vanaf Reisdorf richting Vianden.
In Minden is een aansluiting op de Prümtal-Radweg welke de Prüm stroomopwaarts volgt. Bij Echternach kan worden gekozen voor de PC2 Luxemburg-Echternach naar de hoofdstad.
In eindpunt Ettelbrück kan worden aangesloten op de PC15 Alzette-Radweg welke de Alzette volgt naar de hoofdstad Luxemburg. Hier kan iets verderop in Colmar-Berg ook worden aangesloten op de PC12 Attert-Radweg welke de Attert naar Pétange volgt.

## Aansluitingen met andere routes
- In Wasserbillig kan worden aangesloten op de Moselradweg.
- In Minden kan worden aangesloten op de Prümtal-Radweg.
- In Echternach kan worden aangesloten op de PC2 Luxemburg-Echternach.
- In Ettelbrück kan worden aangesloten op de PC12 Attert-Radweg en de PC15 Alzette-Radweg.